# Simon Evans
Simon Evans, né le 17 juin 1972, est un pilote de rallyes australien.

## Biographie
Sa carrière en compétition automobile démare en 1995, et se poursuit encore près de 20 ans plus tard.

## Palmarès

### Titres
- Champion d'Asie-Pacifique Formule 2 (2L.) des rallyes, en 2000 sur Volkswagen Golf Kit Car / GTi 16V;
- Quadruple champion d'Australie des rallyes, en 2006, 2007, 2009 et 2010 (sur Toyota Corolla (3), puis Subaru Impreza STi (1) (copilote Sue Evans à 4 reprises);
- Champion d'Australie Formule 2 des rallyes (2L.), en 1999 (sur Volkswagen Golf GTi avec S.Evans);  
  - 3e du championnat d'Asie-Pacifique des rallyes, en 2000;

(nb: Eli Evans devient à son tour champion d'Australie en 2013, après l'avoir té en deux roues motrices l'année précédente)

### Victoires notables en championnat d'Australie
- Rallye du Queensland: 2009 et 2010;

### Autres podiums notables
- 2e du rallye de Chine en 2000 sur Volkswagen Golf Kit Car, et 2005 sur Mitsubishi Lancer Evo VIII.